# Litargus coloratus
Litargus coloratus is een keversoort uit de familie boomzwamkevers (Mycetophagidae). De wetenschappelijke naam van de soort werd in 1856 gepubliceerd door Wilhelm Gottlob Rosenhauer.